# Psherenptah III
Psherenptah III (p3-šrỉ-n-ptḥ, « Fils de Ptah », 4 novembre 90 avant notre ère - 13 ou 14 juillet 41 avant notre ère) est un Grand prêtre de Ptah à Memphis de 76 avant notre ère jusqu'à sa mort. Deux de ses stèles sont connues, celle avec une inscription hiéroglyphique se trouve au British Museum (BM 886), l'autre, la stèle démotique, dont seuls sept fragments ont été retrouvés, se trouve au Ashmolean Museum (Ash. M. 1971/18).
Né en tant que fils du grand prêtre Pédoubast III et de la joueuse de sistre de Ptah, Herankh-Beludje dans la 25e année de règne de Ptolémée X. Il devient grand prêtre à l'âge de quatorze ans et joue un rôle important lors de la fête-Sed du roi. On sait aussi qu'il fait une visite à Alexandrie, où il participe à un rituel honorant la déesse Isis. Son autobiographie mentionne également une visite du roi à Memphis. À l'âge de 31 ans, le 25 juillet 58 avant notre ère, il épouse Taimhotep, quatorze ans, membre d'une famille sacerdotale, et a successivement trois filles, Berenike (56/55-33 avant notre ère), Herankh-Beludje et Her'an-Tapedubast. Ils prient Imhotep - un sage de l'Ancien Empire qui a ensuite été déifié et associé à Ptah - pour un fils. Leur cinquième enfant, un fils nommé Imhotep Pédoubast est né en 46 avant notre ère. Une autre fille, Kheredankh (65-44 avant notre ère), est issue d'une relation précédente.
Psherenptah est mort à l'âge de 49 ans, survivant à sa femme d'un an, et est enterré lors de la 12e année de règne de Cléopâtre VII, le 1er octobre 41 avant notre ère. Son fils lui succède en tant que grand prêtre, mais il meurt jeune, en 30 avant notre ère et n'a pas de descendance.